# Yanina González
Yanina Alicia González Jorgge (sinh ngày 6 tháng 12 năm 1979 tại Asunción) là một diễn viên, người mẫu và nữ hoàng sắc đẹp. Cô đã đại diện cho Paraguay tại cuộc thi Hoa hậu Hoàn vũ 2004 được tổ chức tại Quito, Ecuador vào ngày 1 tháng 6 năm 2004. Sau đó, vào ngày 24 tháng 10 cùng năm, cô tham dự Hoa hậu Trái Đất 2004 được tổ chức ở Quezon, Philippines. Ở cả hai cuộc thi cô đều đoạt danh hiệu Á hậu 3.